# Partido Revolucionario de las Trabajadoras y los Trabajadores
El Partido Revolucionario de las Trabajadoras y los Trabajadores fue un partido comunista costarricense de tendencia trotskista.

## Historia
El 11 de septiembre de 1976 se funda la Liga Comunista Internacionalista (LCI), en la que convergen una serie de jóvenes, de la generación de los setenta, de distintas procedencias, que empiezan a reivindicar el trotskismo, impactados por la caída del Gobierno de Allende y la inviabilidad de la vía democrática al socialismo, y se vinculan al Secretariado Unificado de la IV Internacional.
Poco tiempo después, el 12 de febrero de 1977, la LCI realiza su primer Congreso y luego de una intensa deliberación, cambia su nombre por el actual PRT y decide adherirse a la corriente interna del SU: la Fracción Bolchevique (FB), encabezada por Nahuel Moreno, con quien posteriormente forman la LIT-CI. Con el paso de los años ha pasado por numerosas organizaciones internacionales, actualmente  y desde 2023 forma parte de la Liga Internacional Socialista.
La constitución del partido caducó el 19 de abril de 2016 al no poder renovar sus estructuras.

## Programa
El PRT lucha por la instauración de un Gobierno Obrero, Campesino y Popular, que siente las bases de transición hacia el socialismo, en Centroamérica y en todo el mundo.
En la misma línea, se reivindica marxista revolucionario y plantea una estrategia de independencia de clase y movilización permanente para luchar contra la patronal. Además reivindica la unidad de acción de las organizaciones obreras y populares. Centra también su discurso en la liberación de la mujer y LGTB, la defensa de los ecosistemas y el internacionalismo proletario.